# Star 1466
Star 1466 − samochód ciężarowo-terenowy, trzyosiowy, produkowany w latach 2001–2006 przez zakłady Star Trucks w Starachowicach (od 2003 roku MAN STAR Trucks & Buses). Stanowił jedną z ostatnich ciężarówek terenowych marki Star. Samochody tego typu użytkowane są w Siłach Zbrojnych Rzeczypospolitej Polskiej, w armii Jemenu oraz przez służby cywilne.

## Historia
Terenowy Star 1466 należy do ostatniej generacji ciężarówek tej marki skonstruowanej w zakładach w Starachowicach pod koniec lat 90. XX wieku, specjalnie dla potrzeb Wojska Polskiego. Miał być cięższym następcą masowo używanej trzyosiowej ciężarówki terenowej Star 266, pochodzącej z lat 70, stanowiącej podstawowy środek transportu taktycznego w Wojsku Polskim, o masie całkowitej około 11 ton. Pierwszą próbę jej zastąpienia stanowił trzyosiowy model Star 1366 z końca lat 80, który wprowadził między innymi odchylaną kabinę, lecz pozostał prototypem. Na skutek nawiązanej w 1998 roku współpracy z koncernem MAN, w kolejnej generacji Starów opracowanej w Starachowicach zastosowano kluczowe komponenty produkcji MAN-a, przede wszystkim nowoczesne silniki i kabiny (z serii L2000). Proces ten nasilił się po sprzedaży zakładów Star MAN-owi w grudniu 1999 roku.
Oznaczenie modelu 1466 pochodzi od dopuszczalnej masy całkowitej 14 ton i napędu 6×6, natomiast ładowność wynosi 6 ton. Do tej samej generacji należał także lżejszy 12-tonowy trzyosiowy Star 1266 i 9/10-tonowy dwuosiowy Star 944, jednakże do produkcji skierowano ostatecznie tylko modele 1466 i 944. Prototyp Stara 1466 zaprezentowano we wrześniu 1999 roku na MSPO w Kielcach, gdzie został wyróżniony nagrodą Defender.
Spośród nowych modeli trzyosiowych, po przeprowadzeniu testów oraz badań zdecydowano się na wdrożenie do produkcji w 2001 roku jedynie modelu 1466, który oprócz większej ładowności posiadał również mocniejszy o 65 KM silnik.
W 2006 roku koncern MAN w ramach polityki korporacyjnej zdecydował o zakończeniu montażu Stara 1466 w Starachowicach i w ogóle ciężarówek własnej konstrukcji zakładów Star, co było między innymi związane z zaprzestaniem produkcji kabin tego typu w Europie i skupieniem produkcji ciężarówek w austriackich zakładach w Steyr. Już wcześniej też konstrukcja ta nie była przez właściciela zakładów promowana za granicą do zastosowań militarnych, mimo potencjalnej możliwości eksportu.

## Opis modelu
Napęd stanowi rzędowy 6-cylindrowy turbodoładowany silnik wysokoprężny MAN D0826 LFG15 o pojemności skokowej 6,87 l, spełniający normę Euro 2. Rozwija moc maksymalną 162 kW (220 KM) przy 2400 obr./min i osiąga maksymalny moment obrotowy 820 Nm przy 1500 obr./min. Silnik współpracował z mechaniczną skrzynią biegów ZF 6S850 o 6 przełożeniach do przodu i 1 do tyłu oraz skrzynią rozdzielczą Steyr VG750 z mechanizmem różnicowym i dwustopniowym reduktorem terenowym (przełożenia: 1:1 i terenowe 1:2). Według innych źródeł, skrzynia rozdzielcza jest typu MAN G1000-2. Sprzęgło jednotarczowe Fichtel&Sachs MFZ 395. Jednostopniowe mosty napędowe o przełożeniu 6,33 posiadają blokady mechanizmów różnicowych. Układ hamulcowy jest dwuobwodowy, bębnowo-szczękowy, z systemem ABS. Hamulec awaryjny i postojowy działający na koła środkowe i tylne. Ogumienie jest pojedyncze o rozmiarach 14.00R20. Prędkość maksymalna wynosi 86 km/h. Instalacja elektryczna jednoprzewodowa ma napięcie 24 V, wodoodporna, ekranowana, przystosowana do jazdy w warunkach zaciemnienia. Samochód przystosowany jest do brodzenia.
Samochód może być wyposażony w krótką dwumiejscową kabinę dzienną, długą dwumiejscową kabinę z leżanką lub wydłużoną czterodrzwiową kabinę załogową dla 4-6 osób. Wszystkie kabiny są odchylane hydraulicznie do przodu, dla dostępu do silnika. Na podwoziu samochodu Star 1466 można montować różne wersje zabudowy, jak skrzynia ładunkowa, cysterna, nadwozia aparaturowe, warsztatowe, kontenerowe, nadwozia do przewozu amunicji. Standardowa skrzynia ma wymiary 4440/2440/500 mm i mieści 10 europalet. W skład wyposażenia wchodzi wciągarka o sile uciągu 60 kN. Pierwszą zaprezentowaną na MSPO w 1999 roku wersją zabudowy była wersja z wydłużoną czterodrzwiową kabiną i wyrzutnią rakietową BM-21M, która jednak nie weszła w takiej postaci na uzbrojenie. W 2002 roku zaprezentowano wersję z opancerzeniem o masie 450 kg montowanym na kabinie.
Ładowność taktyczna Stara 1466 wynosi 6 ton, może on holować przyczepę o masie 8,5 ton. Samochód może pokonywać brody głębokości 1,2 m.

## Zastosowanie
Wojsko Polskie zamawiało jedynie nieznaczne liczby ciężarówek Star 1466, używanych głównie jako baza dla specjalnych zabudów. Podstawową ciężarówką zastępującą Stara 266 w roli samochodu do transportu taktycznego stał się natomiast lżejszy Star 944. W 2000 roku wojsko zakupiło 2 egzemplarze Stara 1466,  następnie w 2003 roku 8, w 2004 roku 10, w 2005 roku 5 i w 2006 roku 40. W 2007 roku jeszcze wojsko odebrało ostatnie 10 samochodów Star 1466, podnosząc tym samym ich liczbę do 75.
Jako następcę dla wojska MAN proponował produkowaną w Austrii dwuosiową 14-tonową ciężarówkę Star 1444. Wojsko Polskie jednakże przez  kilka następnych lat nie dokonało wyboru nowego typowego samochodu ciężarowego średniej ładowności i nie zamawiało dalszych ciężarówek terenowych produkcji MAN. Następcą Stara 1466 zaś w zakresie pojazdów pod zabudowy został natomiast wybrany cięższy Jelcz P662D.35 polskiej produkcji.
Oprócz Wojska Polskiego, 150 Starów 1466 sprzedano do Jemenu w ramach ostatniej transzy kontraktu dotyczącego pierwotnie 550 Starów 266 (podkreśla się, że przez renegocjację kontraktu MAN zapewnił sobie sprzedaż samochodów wykorzystujących więcej komponentów wyprodukowanych w innych fabrykach koncernu poza Polską).
Ograniczone ilości Starów 1466 sprzedawane były do specyficznych zastosowań na rynku cywilnym, na przykład dla służb energetycznych lub straży pożarnej. Między innymi, oprócz samochodów z zabudową pożarniczą, w 2003 roku Państwowa Straż Pożarna zakupiła 16 ciężarówek skrzyniowych dla poszczególnych komend wojewódzkich PSP.
Na podwoziu Stara 1466 miał być oparty wóz amunicyjny Waran dla armatohaubic samobieżnych Krab. Do 2004 roku wykonano i przetestowano jego prototyp, lecz następnie, po kilkuletniej przerwie w programie Krab, w związku z zaprzestaniem produkcji Starów, wojsko zdecydowało się na ciężarówki Jelcz 882.53 w układzie 8x8Jelcza.